# محمدرضا اصلانی
محمدرضا اصلانی (متولد ۱۷ آذر سال ۱۳۲۲ در رشت) شاعر، کارگردان، هنرپژوه و فارغ‌التحصیل رشتهٔ نقاشی از دانشگاه هنرهای تزئینی (دانشگاه هنر تهران فعلی) است.

## در زمینهٔ شعر
جامعهٔ هنری ایران در ابتدا محمدرضا اصلانی را با اشعارش شناخت. او از شاعران فعال و مطرح موج نویی دههٔ چهل بود که اشعارش امیدی در میان هواداران شعر مدرن برانگیخته بود. اصلانی از جمله کسانی بود که بعدها بیانیهٔ شعر حجم - شکل به‌سامان‌رسیدهٔ موج نو - را تحت نظر یدالله رؤیایی امضاء کرد.
محمدرضا اصلانی از استعدادهای درخشان موج نو و یکی از شاعران تأثیرگذار بر این جریان است. «شب‌های نیمکتی، روزهای باد» (۱۳۴۴) در شرایطی منتشر شد که هنوز جسارت چاپ و پخش این نوع شعر معمول نبود. سه سال پیش‌تر، احمدرضا احمدی با چاپ مجموعه شعر «طرح» در پانصد نسخه این جریان را شروع کرده بود. پیوستن فروغ فرخزاد و سهراب سپهری به جریان موج نو هرچند بدون تأیید بود اما شاکلهٔ زیبایی‌شناسی آثار آنان را تغییر داده بود.
محمدرضا اصلانی طبق طبقه‌بندی اسماعیل نوری‌علاء از شعر موج نو از نثرگرایان اصیل موج نو بود و شعرش از همان خصوصیات عمومی موج نو برخوردار بود.

با این وجود، اصلانی یک شاعر محفلی نبود و چندان ارتباطی هم با این گروه نداشت؛ هرچند که دوستشان داشت. در حقیقت، اصلانی با گروهی از دانشجویان دانشکدهٔ هنرهای تزئینی همراه بود و سپس هم جدا شدند؛ در حقیقت همین گروه بودند که کتاب «شب‌های نیمکتی، روزهای باد» را منتشر کردند. این افراد مهدی سحابی، حسین رسائل، منوچهر صفرزاده، فرشید ملکی و قدسی قاضی نور بودند. به گفتهٔ اصلانی: 
«نفری صد تومان گذاشتند و این کتاب منتشر شد». طرح جلد «شب‌های نیمکتی، روزهای باد» هم از مهدی سحابی بود و این برای اولین‌بار بود که نوشتهٔ نام کتاب، تبدیل به گرافیک جلد می‌شد. در آن زمان کتابی نبود که چنین طرح جلدی داشته باشد.
او که در دانشکدهٔ هنرهای تزئینی به‌جای آشنایی با هر نوع هنر کلاسیک، مستقیم به نقاشی مدرن پرداخته بود، به مطالعهٔ کتاب‌های هنر مدرن پرداخت و با آشنایی با معماری مدرن به مفهوم بافت‌ها حساس گشته و چنین نگاهی به جهان مسئلهٔ وی شد. چیزی که برای وی در آن زمان مسئله بود، علاوه بر ایماژیست‌های انگلیسی و فرانسوی، پلاستیسیته تصویر بود. وی روی این مسئله کار می‌کرد که یک تصویر چگونه می‌تواند یک فضای ملموس بصری ایجاد کند.
زبان شعر اصلانی هرچند جاهایی پهلو به شعر احمدی و فرخزاد می‌زد اما بیان تازه، شفاف و رویکرد به گزاره‌های خبری و بیانی خاص، او را یک سوپر موج‌نویی می‌کرد. در واقع موج نویی‌ها همچون کاندینسکی معتقد بودند سبک هر نقاش (اینجا شاعر) برحسب سودایی و ضرورتی باطنی که در وجود خود حس می‌کند تعیین می‌شود.
در کتاب اصلانی، خاصیت موسیقایی شعر نیمایی پس‌زده شده بود و نوسانات عاطفی شعر احمدی را نیز نداشت. او زبان روزنامه و روزمره را به ادبیات آورده بود؛ اما اشکال شاعران دیگر این جریان را نداشت؛ یعنی پایان‌بندی‌های به‌جا و فکرشده داشت؛ سطرهای دچار احساسات و عواطف یک نوع اندیشهٔ خودکار زبانی نمی‌شد و شعر در یک کمپوزیسیون نقاشانه شکل می‌گرفت.
با چاپ کتاب او، شاعرانی چون اخوان ثالث نوکلاسیک تلقی می‌شدند و شرایطی فراهم شد تا صدها شاعر در نیمهٔ دوم دههٔ ۴۰ از مانع شعر در مطبوعات بگذرند. با این حال، در شرایطی که اغلب شاعران موج نو در نوعی خودانگیختگی و جنون می‌سرودند، او به تئوری دست می‌برد و اعلام سواد می‌کرد. تمام قواعد یک حرکت مدرن در این کتاب مهیا بود: تبدیل ایماژهای فردی به جمعی، گریز از عاشقانه‌سرایی که در موج نو غالباً تبدیل به رمانتیسیسمی سطحی‌نگر می‌شد و دوری از کلاسیسیزم زبانی (هرچند که از این آخری، در شعرهای بعدتر خود عدول کرد). تعقل او در نقاشی (دانشجوی دانشکده هنرهای تزئینی بود) سبب شد تا حالت سوژه را به جای کلمه با تصویر ارائه دهد؛ یعنی همچون ایماژیست‌ها با یک تصویر، موقعیت‌های مجرد ایجاد می‌کرد.
آدم‌های نسل او (مثل دوستانش: حسین رسائل، منوچهر صفرزاده، مهدی سحابی) با لذات فلسفه به ادبیات و هنر آمده بودند. در نتیجه، هرچند به‌تنهایی ناکام شدند، اما هر یک پازلی از جامعه‌ای ساختند که بعدتر اساس مدرنیسم در فرهنگ ایرانی شد.
اصلانی نخستین‌بار بود که در یک کتاب شعر، به جای بازی با کلمه‌ها (که نزد احمدی سابقه داشت) بازی با گزاره‌ها را معمول کرد؛ یعنی بریده اخبار روزنامه‌ها را کنار هم می‌چید و با ایجاد یک سیر ایماژیناسیون، شعر می‌ساخت. این نوع سرایش از فرایند اجتماعی جامعه‌ای می‌آمد که در آستانهٔ دهه ۴۰ به علت گریز از سنت، به مدرنیته پناه برده بود. در نتیجه چون مدرنیسم تنها یک پناه بود، گه‌گاه سنت نیز در کار این کسان خاصیتی تلفیقی ایجاد می‌کرد. نوع چینش شعرها، کاغذ خاص و طرح جلد آن از روایتی جدید می‌آمد.
شعر او به علت تغییرات تیپولوژیک نیمهٔ دوم دههٔ ۴۰، همچون شعر بیژن الهی، بهرام اردبیلی، محمود شجاعی و پرویز اسلامپور برای سال‌ها به محاق رفت؛ یعنی ادبیات توده‌ای، در دههٔ ۵۰ تبدیل به ادبیات سیاسی شد و موج‌نویی‌ها که مخالف توده‌ای و سیاسی‌شدن شعر بودند، به راه دیگری رفتند.
اصلانی بعدتر از شعر به سینمای موج نو رفت. نیمهٔ اول دههٔ ۵۰ (۱۳۵۴) در کتاب «بر تفاضل دو مغرب» جریان موج نو را ناامید کرد و در «سوگنامهٔ سال‌های ممنوع» (۱۳۵۷) به‌طور کلی از بوطیقای کتاب نخست خود سر باز زد. طرح جلد مجموعه شعر دوم اصلانی «بر تفاضل دو مغرب» طرح سنتی‌ای از در مسجد کبود یزد است. او خود معتقد است:
«اما گروهی که به عنوان شعر موج نو می‌شناسند، دو سال بعد از این کتاب شکل گرفت. ما در سال ۴۵ با نام «موج نو» مواجه شدیم. این شعرها محصول سال‌های ۴۱ تا ۴۳ است. بهار ۴۴ کتاب «شب‌های نیمکتی…» منتشر شد. من اصلاً فکر نمی‌کردم کار مدرنی انجام می‌دهم. اصلاً مسخره است که آدم فکر کند که می‌خواهد کار مدرنی انجام دهد. کار خودم را انجام می‌دادم و به همین دلیل هم کتاب دوم من، با کتاب اول متفاوت است. اصلاً این حرف که چون این سبک را پیدا کرده‌ام به آن بچسبم و فقط در این زمینه کار کنم، به نحوی بی‌وجه است. مسئله این است که تو به چه مسیری می‌روی و این مسیر کجاست. من اصلاً پایبند به هیچ دستاوردی نیستم. این دستاوردها می‌توانند افزوده شوند. اما نمی‌توانند تثبیت شوند. این اتفاق باز هم نوعی دگماتیسم یا سنت‌گرایی است. من سعی می‌کنم هر لحظه نکتهٔ نویی را پیدا کنم و یک لحظه توقف هم بی‌معنی است. مسئله این است که من چگونه می‌توانم یک جریان حرکتی را در خودم شکل دهم. مهم‌ترین مسئله این است که با خود صادق باشیم. به خارج از خود متعهد بودن، معنا ندارد. چون وقتی این مجموعه منتشر شده، خارج از من است. حالا چون به من گفته‌اند شاعر موج نو، من باید به آن متعهد باشم؟ من این مجموعه را به عنوان یک جوشش درونی و البته وابسته به تمام عناصر یک تفکر مدرن منتشر کرده‌ام. این تفکر مدرن نه به یک دانش نقاشانه، بلکه به یک تفکر نقاشانه وابسته است. نقاشی فقط یک هنر نیست؛ نقاشی نوعی جهان‌بینی است. نقاشی جهان را به یک متن بصری تبدیل می‌کند. این یک نوع تفکر است. آنچه که کاندینسکی می‌گوید که نور چگونه با شدت رنگ‌ها و تضاد رنگ‌ها و تخالف و حتی شدت هماهنگی رنگ‌ها می‌توانی جهان آفرینی کنی. نه این که از جهان تقلید کنی. در عین حال برای ما مطرح بود که شعر فقط احساس‌گرایی نیست.»

با این حال، چند شعر از «شب‌های نیمکتی، روزهای باد» از بهترین‌های شعر موج نو در ادبیات معاصر ایران قلمداد می‌شود. او خود در یکی از موفق‌ترین اشعار این کتاب (و یکی از بهترین شعرهای شعر نوین) با عنوان «اگر نمی‌فروختیم ـ اگر نمی‌فروختم» گفت:
باش/ باغی باش/ در ترکیدن/ و من/ از این فراز به سخره گرفته/ آرام سوت می‌زنم.
انتشار سه مجموعه شعر «شب‌های نیمکتی، روزهای باد» (۱۳۴۴)، «بر تفاضل دو مغرب» (۱۳۵۴) و «سوگنامهٔ سال‌های ممنوع» (۱۳۵۷) همراه با دو منظومهٔ بلند که در آن سال‌ها در جنگ طرفه منتشر شده بود و همچنین شعرهای کوتاهی که تا کنون به چاپ نرسانده از جمله فعالیت‌های وی در عرصهٔ شعر معاصر است.

### دیدگاه‌های شعری
وی معتقد است که در آن زمان برای او و هم‌نسل‌هایش اگزیستانسیالیسم و عدم دیالوگ، یک مسئلهٔ اساسی بود. به باور وی جهانی که به واسطهٔ عدم دیالوگ محکوم شد، نمی‌تواند خودش را مطرح کند. در آن زمان جهان عاشق نبود، خشمگین بود و این خشم به خودی خود در همهٔ هم‌نسل‌هایش وجود داشت و به همین دلیل افرادی شورشی بودند. شورش علیه جامعه، دانشکده و همه‌چیز. او می‌گوید:
«ما اصلاً رفتار عمومی نداشتیم. ما دیگر در بطن خانواده نبودیم، در بطن جامعه بودیم و به همین دلیل می‌توانستیم تک باشیم. این تک بودن و تنها بودن و وجود داشتن یک اصل بنیادی بود و این وجود داشتن در شعر پیاده می‌شد؛ و این که کلمات چگونه بعد بصری ایجاد می‌کنند. در ادبیات ما کلمات بعد بصری ندارند. نه در نوولها و رمانها و نه‌در شعرها».
وی معتقد است بعد بصری شعر تا قبل در کار دیگران تصویری در درون کلمات نیست بلکه در بیرون کلمه است و از تصویری بیرون از کلمات گزارش می‌دهد. به همین دلیل تلاش کرد تا در آثار خود نشان دهد خود کلمه می‌تواند در درون خودش تصویر بسازد. او معتقد است:
«با ساختن تصویر ما جهان دیگری می‌سازیم که با آن می‌توانیم جهان را بفهمیم و جهان را در مقابل یک پرسش قرار می‌دهیم. این پرسش امری اساسی است. به همین دلیل در این شعرها هیچ وقت من اضافه تشبیهی ندارم. کلمات مستقل هستند و خودشان تصویر هستند، یا استعاره کمتر مطرح می‌شود. اینجا استقلال کلمات یک مسئلهٔ بنیادی است و با این استقلال کلمات است که زبان شروع به عیان‌کردن می‌کند. به جای این‌که عواطف عیان شود و در این استقلال کلمات هست که جهان پیدا می‌شود. آنجا یک اعتراف وجودی اتفاق می‌افتد. به این دلیل که زبان در وجود ماست.»
او معتقد است لذت امری ضرورت نیست. لذت از دیدگاه وی در فهم لذتی هست. شناختن، مهم‌تر از لذت بردن است. در شناختن، لذت واقعی هست. وی معتقد است زبان در خودش نوعی ناخودآگاه جمعی دارد که باید آن را کشف کرد.
محمدرضا اصلانی در دههٔ ۴۰ حجم وسیعی از شعر فارسی را چه مدرن‌ها و چه شعر کهن را می‌دانست. او در ۱۹ سالگی نصف دیوان حافظ را حفظ بود. در حالی‌که همان زمان الیوت، آراگون می‌خواند؛ با این وجود، با موضوعات آن‌ها درگیر نبود، او به ساختار و زبان آن‌ها علاقه‌مند بود. از سال ۱۳۴۰ تا ۴۲ اصلانی تلاش کرد شاعرانگی را در روزمرگی کشف کند و این موضوع را در شعرش انعکاس داد.

## فعالیت انتشاراتی
از سال ۱۳۶۲ به کار انتشاراتی مشغول می‌شود و نشر نقره را بنا می‌گذارد. در دوران ناشری‌اش از چاپ دو کتاب با عنوان «شعر به دقیقهٔ اکنون»، مجموعه‌هایی برگرفته از شعر معاصر، حمایت کرد.

## کارنامه

### فیلم‌شناسی
- (۱۳۴۶) جام حسنلو و داستان کسی که می‌پرسد / نویسنده و کارگردان (به تهیه‌کنندگی فریدون رهنما)
- (۱۳۴۸) بَدبَده و داستان پسری که می‌پرسد / نویسنده و کارگردان (بر اساس داستانی از حسین رسائل)
- (۱۳۴۹) غربت الغربیه / نویسنده و کارگردان
- (۱۳۵۰) جامع فهرج / نویسنده و کارگردان
- (۱۳۵۰) تاریخانه / نویسنده و کارگردان
- (۱۳۵۰) سوزن بان / نویسنده (کارگردان: منوچهر طیاب)
- (۱۳۵۱) میراث آثار باستانی / نویسنده و کارگردان
- (۱۳۵۱) سوی شهر خاموش / نویسنده (کارگردان: منوچهر طیاب)
- (۱۳۵۱) صبح روز چهارم / نویسنده (کارگردان: کامران شیردل)
- (۱۳۵۲) تنگنا / نویسنده (کارگردان: امیر نادری)
- (۱۳۵۳) چنین کنند حکایت / نویسنده و کارگردان (بر اساس داستانی از اسماعیل نوری اعلا - نویسندگان همکار: کامران شیردل و مهرداد فخیمی)
- (۱۳۵۳) مش اسماعیل / نویسنده و کارگردان
- (۱۳۵۳) سریال سمک عیار / نویسنده و کارگردان (براساس رمان «سمک عیار» نوشتهٔ فرامرز پسر خداداد پسر عبدالله الکاتب الارجانی در سدهٔ ششم هجری)
- (۱۳۵۴) ابوریحان بیرونی / نویسنده و کارگردان
- (۱۳۵۴) مرثیه / نویسنده (کارگردان: امیر نادری)
- (۱۳۵۵) باغ سنگی / نویسنده (کارگردان: پرویز کیمیاوی)
- (۱۳۵۵) شطرنج باد / نویسنده و کارگردان
- (۱۳۵۸–۱۳۵۹) کودک و استثمار / نویسنده و کارگردان
- (۱۳۷۵) چیغ / نویسنده و کارگردان
- (۱۳۷۵) دلِ جهان / نویسنده و کارگردان
- (۱۳۷۶–۱۳۷۷) سریال غبار نور / نویسنده و کارگردان
- (۱۳۷۸) واقعه کربلا به روایت تاریخ طبری / نویسنده و کارگردان
- (۱۳۸۰) سریال منطق الطیر / نویسنده و کارگردان
- (۱۳۸۵) خاطرات یک ۷۵ ساله / نویسنده و کارگردان
- (۱۳۸۶) آتش سبز / نویسنده و کارگردان
- (۱۳۸۹) دست‌های هگمتانه / نویسنده و کارگردان
- (۱۳۹۰) گنج روان / نویسنده (مشترک با امین اصلانی) و تهیه‌کننده (کارگردان: امین اصلانی)
- (۱۳۹۰) چه آفتابِ خوشی در درونِ او می‌تافت / فیلمنامه و کارگردانی
- (۱۳۹۰) تهران: هنر مفهومی / نویسنده و کارگردان
- (۱۳۹۲) باد بر باغ نظر / نویسنده (کارگردان: پویان کاظمی)
- (۱۳۹۷) خانه‌ای به وسعت آگاهی / نویسنده و کارگردان
- (۱۳۹۸) درخت بنفش / فیلمنامه (مشترک با امین اصلانی) بر اساسِ داستانِ درختِ بنفش، نوشتهٔ سودابه فضائلی

## پی‌نوشت
1. 1 2 3 4 5 6 7 8 9 10 11
2. ↑  جواهری گیلانی، تاریخ تحلیلی شعر نو، ۳:‎ ۲۹۲.
3. ↑  اسدی کیارس، «سهم موج نو از محمدرضا اصلانی»، روزنامهٔ اعتماد.
4. ↑  جواهری گیلانی، تاریخ تحلیلی شعر نو، ۳:‎ ۲۹۲.
5. ↑  «دیدن جهان مرا منقلب می‌کند». فرارو. ۲۹ شهریور ۱۳۹۰. دریافت‌شده در ۲۰۱۸-۰۵-۱۳.
6. ↑  اسدی کیارس، «سهم موج نو از محمدرضا اصلانی»، روزنامهٔ اعتماد.
7. ↑  اسدی کیارس، «سهم موج نو از محمدرضا اصلانی»، روزنامهٔ اعتماد.
8. ↑  اسدی کیارس، «سهم موج نو از محمدرضا اصلانی»، روزنامهٔ اعتماد.
9. ↑  اسدی کیارس، «سهم موج نو از محمدرضا اصلانی»، روزنامهٔ اعتماد.
10. ↑  اسدی کیارس، «سهم موج نو از محمدرضا اصلانی»، روزنامهٔ اعتماد.
11. ↑  اسدی کیارس، «سهم موج نو از محمدرضا اصلانی»، روزنامهٔ اعتماد.
12. ↑  اسدی کیارس، «سهم موج نو از محمدرضا اصلانی»، روزنامهٔ اعتماد.
13. ↑  اصلانی و  منصوری، «دیدن جهان مرا منقلب می‌کند»، روزنامهٔ اعتماد.
14. ↑  اسدی کیارس، «سهم موج نو از محمدرضا اصلانی»، روزنامهٔ اعتماد.
15. ↑  اسدی کیارس، «سهم موج نو از محمدرضا اصلانی»، روزنامهٔ اعتماد.
16. ↑  اصلانی و  منصوری، «دیدن جهان مرا منقلب می‌کند»، روزنامهٔ اعتماد.